# Федеріко Ґана
Федеріко Ґана (15 січня 1867, Сантьяго де Чилі, Чилі — 22 квітня 1926, Ібідем, Чилі) — чилійський письменник і дипломат.

## Біографія
Старший син Федеріко Ґани Мунісага і Росаріо Ґани Кастро, нащадок Альберто Блеста Ґани. Закінчив школу в Лісео-де- Лінарес в 1878 році. Продовжив і закінчив середню освіту в Національному інституті. У 1890 році отримав звання юриста в Чилійському університеті, але практикував дуже мало.
Жив переважно в Сантьяго і Сан-Бернардо. У жовтні 1890 його перша публікація з'явилася в тижневику La Actualidad — оповідання "Pobre vieja!, яке було надруковане під псевдонімом Pedro Simple. Пізніше в тому ж році він був призначений другим секретарем чилійського посольства в Лондоні. Пішов з цієї посади після падіння уряду Хосе Мануель Балмакеда. Повернувся до Чилі, в 1892 році.
У березні 1894 року написав оповідання «Por un perro», яке згодом отримало назву «Un carácter». У липні 1897 року «La Revista Literaria» опублікувала оповідання «One Winter Morning», пізніше відоме під назвою «La Maiga», з якого починається сільська течія в чилійській літературі.
У 1903 одружився з Бланкою Суберказекс дель Ріо, з якою він мав шестеро дітей. Цього ж року він разом зі своїм другом Бальдомеро Лілло брав участь у літературному конкурсі, організованому католицьким журналом, з оповіданнями «La señora», «En las montanaas і La Maiga».
Працював у Зіг-Зазі з 1906. У цьому журналі він почав публікацію своїх «Manchas de color» («Плями кольору») в 1914.
Велика кількість його творів поширювалася в різних періодичних виданнях, таких як «La Revista Nueva», «Sucesos», журнал «Silueta», «El Mercurio», «La Nación», «Athena», «Las asltimas Noticias».
Після короткого часу інтернування в лікарні Сан-Вісенте-де-Сантьяго, він помер у 1926.

## Аналіз праць
Дослідники національної історії Чилі та її еволюції встановили, що Федеріко Ґана є першовідкривачем чилійської сільської місцевості як теми жанру оповідання.
Його юнацькі твори, що виникли в модерністському середовищі кінця ХІХ століття, свідчать про природне коливання між тим суб'єктивним і невгамовним явищем, яке викликало модернізм у його початках, і використанням конкретних причин, що пропонуються природою країни. Таким чином, його перше оповідання, опубліковане у 1890 році, «Pobre vieja!» тонко демонструє інтерес до народних елементів; те ж саме відбувається з «Por un perro», з 1894, пізніше відомого під назвою «Un carácter». Саме в тому ж році він пише «En otro tiempo», відомий пізніше як «Pesadillas» («Жахи»), в надзвичайно модерністському тоні.
У 1897 році опублікував «La Maiga» з позначенням «Días de campo: Una mañana de invierno», історію, з якою він, безумовно, орієнтується на креолізм селянських мотивів. Таким чином, віхід цього твору став відправною точкою цієї течії, що стала плідною в національній і в іспано-американській літературі того часу.
Цей перший підхід до чилійської сільської місцевості, про який автор знав, живучи в околицях Лінареса, ще в дитинстві, а потім і в літніх поїздках до цієї місцевості, ще не володіючи тією глибиною і турботою, характерними для творів Бальдомеро Лілло та інших пізніх криолістів. Творче кредо Федеріко Ґани залишається в тоніці м'якої мрійливості, стиль завжди гідний і чистий. Ця гармонія відображає безтурботне і інтимне бачення чилійської сільської місцевості в її патріархальному аспекті, з її пішаками, із застарілими підходами до відставки і шанобливого ставлення до покровителя.
«La señora y Paulita», без сумніву, є найдосконалішим твором автора; йому надано всі благородні чесноти, що характеризують його як оповідання і поетичний твір. Ясний ландшафт Центральної долини і людина землі постають перед добрим і розумним поглядом автора.

## Переклади українською
- Новела «Рибалки». Микола М. Палій. Палкою кров'ю (збірка новел). Видавництво Юліяна Середяка. Буенос-Айрес — 1978. 120 с.